# Sunexpress
Sunexpress är ett flygbolag baserat i Antalya, Turkiet. Företaget bedriver charter- och reguljära flygningar till destinationer i Europa. Flygbolagets största bas är Antalyas flygplats.

## Historia
Flygbolaget grundades i oktober 1989 och inledde sin verksamhet i april 1990 med chartertrafik mellan Antalya och Frankfurt. SunExpress bildades genom ett samriskföretag mellan Turkish Airlines och Lufthansa. År 1995 överlät Lufthansa sina Sunexpress-aktier till Condor Flugdienst, för att samla alla turistflygningar under en enda enhet. I februari 2007 var alla Condoraktier återtagna av Lufthansa.
Ägarna till Sunexpress är Turkish Airlines och Lufthansa som äger 50% av företaget var. Flygbolaget flög drygt 2,4 miljoner passagerare under 2006. Med 617 anställda, varav 373 av dessa är flygbesättning, Inräknat 181 personer på kontorena i Izmir och 23 i Frankfurt, sysselsätter Sunexpress 821 personer totalt.

## Flotta

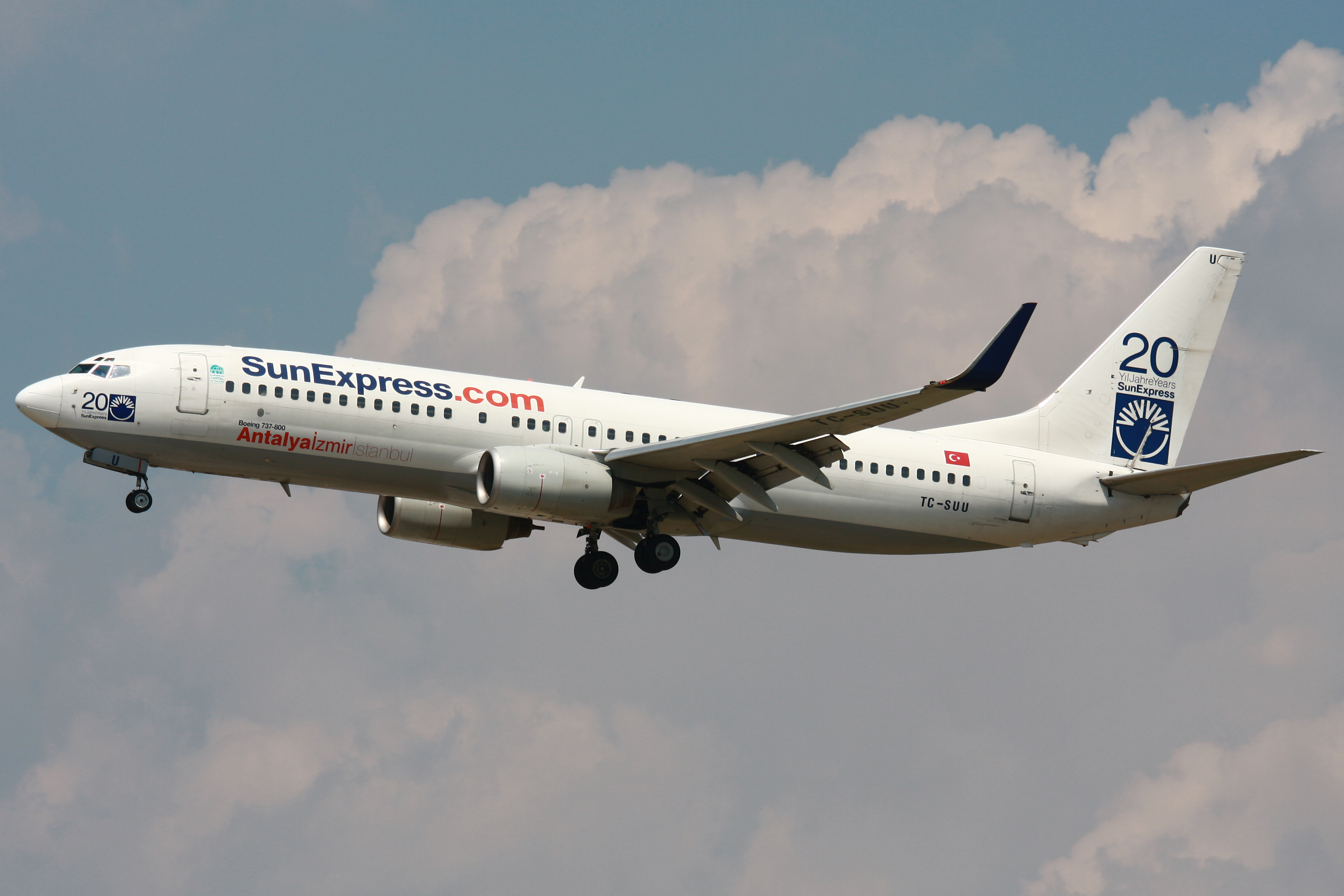
Boeing 737

Sunexpress opererar en flotta på 54 flygplan med en medelålder på 7,9 år. Den består av följande flygplan:
| Flygplan       | I flotta | Order |
| -------------- | -------- | ----- |
| Boeing 737-800 | 54       |       |
| Boeing 737 MAX | 0        | 15    |